# Wupper-Express
| |                                         |                        |                                                  |
| Kursbuchstrecke (DB): | 485 (Aachen–Hagen) 427 (Hagen–Dortmund) |                        |                                                  |
| Streckenlänge: | 171 km                                  |                        |                                                  |
| Streckengeschwindigkeit: | 160 km/h                                |                        |                                                  |
| |                                         |                        |                                                  |
| Bundesland (D): | Nordrhein-Westfalen                     |                        |                                                  |
| Betreiber: | National Express Rail                   |                        |                                                  |
| Verlauf |                                         |                        |                                                  |
| \| \| 0 \| Dortmund Hbf \| EST, ICE, IC, S1, S2, S5, U \| \| \| 16 \| Witten Hbf \| IC, Tram, S5 \| \| \| 23 \| Wetter (Ruhr) \| (seit 12/2020), S5 \| \| \| 31 \| Hagen Hbf \| ICE, IC, S5, S8, S9 \| \| \| 42 \| Ennepetal (Gevelsberg) \| Ennepetal (Gevelsberg) \| \| \| 47 \| Schwelm \| S8, S9 \| \| \| 52 \| Wuppertal-Oberbarmen \| Schwebebahn, S7, S8, S9 \| \| \| 54 \| Wuppertal-Barmen \| Schwebebahn, S7, S8, S9 \| \| \| 57 \| Wuppertal Hbf \| ICE, IC, Schwebebahn, S7, S8, S9 \| \| \| 64 \| Wuppertal-Vohwinkel \| S8, S9 \| \| \| 82 \| Düsseldorf Hbf \| EST, ICE, IC, S1, S6, S8, S11, S28, S68, U, Tram \| \| \| 84 \| Düsseldorf-Bilk \| (seit 03/2022), S8, S11, S28, U71, U72, U73, U83 \| \| \| 92 \| Neuss Hbf \| ICE, S8, S11, S28, U75, 709 \| \| \| 109 \| Mönchengladbach Hbf \| ICE, S8 \| \| \| 113 \| Rheydt Hbf \| ICE \| \| \| 126 \| Erkelenz \| ICE \| \| \| 132 \| Hückelhoven-Baal \| Hückelhoven-Baal \| \| \| 138 \| Lindern \| Lindern \| \| \| 145 \| Geilenkirchen \| ICE \| \| \| 150 \| Übach-Palenberg \| Übach-Palenberg \| \| \| 157 \| Herzogenrath \| ICE \| \| \| 163 \| Kohlscheid \| (nur Verstärker) \| \| \| 168 \| Aachen West \| Aachen West \| \| \| 169 \| Aachen Schanz \| nur in Richtung Dortmund \| \| \| 171 \| Aachen Hbf \| EST, ICE, IC, S19, S41 \| |                                         |                        |                                                  |
| | 0                                       | Dortmund Hbf           | EST, ICE, IC, S1, S2, S5, U                      |
| Bahnhof mit S-Bahn-Halt | 16                                      | Witten Hbf             | IC, Tram, S5                                     |
| Bahnhof mit S-Bahn-Halt | 23                                      | Wetter (Ruhr)          | (seit 12/2020), S5                               |
| Bahnhof mit S-Bahn-Halt | 31                                      | Hagen Hbf              | ICE, IC, S5, S8, S9                              |
| Bahnhof | 42                                      | Ennepetal (Gevelsberg) | Ennepetal (Gevelsberg)                           |
| Bahnhof mit S-Bahn-Halt | 47                                      | Schwelm                | S8, S9                                           |
| Bahnhof mit S-Bahn-Halt | 52                                      | Wuppertal-Oberbarmen   | Schwebebahn, S7, S8, S9                          |
| Bahnhof mit S-Bahn-Halt | 54                                      | Wuppertal-Barmen       | Schwebebahn, S7, S8, S9                          |
| Bahnhof mit S-Bahn-Halt | 57                                      | Wuppertal Hbf          | ICE, IC, Schwebebahn, S7, S8, S9                 |
| Bahnhof mit S-Bahn-Halt | 64                                      | Wuppertal-Vohwinkel    | S8, S9                                           |
| Bahnhof mit S-Bahn-Halt | 82                                      | Düsseldorf Hbf         | EST, ICE, IC, S1, S6, S8, S11, S28, S68, U, Tram |
| Bahnhof mit S-Bahn-Halt | 84                                      | Düsseldorf-Bilk        | (seit 03/2022), S8, S11, S28, U71, U72, U73, U83 |
| Bahnhof mit S-Bahn-Halt | 92                                      | Neuss Hbf              | ICE, S8, S11, S28, U75, 709                      |
| Bahnhof mit S-Bahn-Halt | 109                                     | Mönchengladbach Hbf    | ICE, S8                                          |
| Bahnhof | 113                                     | Rheydt Hbf             | ICE                                              |
| Bahnhof | 126                                     | Erkelenz               | ICE                                              |
| Bahnhof | 132                                     | Hückelhoven-Baal       | Hückelhoven-Baal                                 |
| Bahnhof | 138                                     | Lindern                | Lindern                                          |
| Bahnhof | 145                                     | Geilenkirchen          | ICE                                              |
| Bahnhof | 150                                     | Übach-Palenberg        | Übach-Palenberg                                  |
| Bahnhof | 157                                     | Herzogenrath           | ICE                                              |
| Bahnhof | 163                                     | Kohlscheid             | (nur Verstärker)                                 |
| Bahnhof | 168                                     | Aachen West            | Aachen West                                      |
| Bahnhof | 169                                     | Aachen Schanz          | nur in Richtung Dortmund                         |
| | 171                                     | Aachen Hbf             | EST, ICE, IC, S19, S41                           |

Der Wupper-Express ist eine Regional-Express-Linie in Nordrhein-Westfalen von Aachen über Mönchengladbach, Düsseldorf, Wuppertal, Hagen nach Dortmund. Betrieben wird die Linie im Stundentakt von National Express Rail. Er war bei der Verkehrserhebung 2010 die am drittstärksten genutzte Regional-Express-Linie im Verkehrsverbund Rhein-Ruhr mit circa 55.000 Fahrgästen am Tag.

## Geschichte
Der heutige unter der Nummer RE 4 verkehrende Regional-Express ist Nachfolger der gleichnamigen Stadt-Express-Linie Aachen–Hagen–Iserlohn. Später wurde der Endpunkt nach Hamm verlegt und nach dem Wegfall des Interregio fuhr er weiter nach Münster. Die im Dezember 2002 zum ITF 2 eingeführten Linien Maas-Wupper-Express (RE 13) und Ems-Börde-Bahn (RB 89) ersetzten den Ast nach Münster und der Wupper-Express fährt seitdem mit Halt in Witten Hauptbahnhof nach Dortmund.
Seit dem Einsatz von Doppeltraktionen des Zugtyps Siemens Desiro HC ab Dezember 2020 wird von bzw. bis Aachen West der jeweils hintere Zugteil gesperrt, da die Bahnsteige in Aachen Schanz noch nicht verlängert werden konnten. Ab dem Fahrplanwechsel im Dezember 2023 wird dieser Haltepunkt in Fahrtrichtung Aachen Hbf bis zur Verlängerung des Bahnsteigs in Schanz nicht mehr vom RE 4 bedient. So entfällt die Standzeit in Aachen West, die zur Sperrung eines Zugteils benötigt wird. Dadurch ist die Verdichtung des RE 18 aus Maastricht zum Halbstundentakt bis Aachen möglich.

## Zuglauf
Im Einzelnen befährt der Wupper-Express nacheinander die Bahnstrecken Aachen–Mönchengladbach, Mönchengladbach–Düsseldorf und Düsseldorf–Elberfeld. Der Bahnstrecke Elberfeld–Dortmund folgt er nur bis Witten Hauptbahnhof, von dort nutzt er einen Abschnitt der Bahnstrecke Witten/Dortmund–Oberhausen/Duisburg sowie den Tunnel Oberstraße auf dem Weg nach Dortmund Hauptbahnhof. Nachts bedient der RE 4 auch den Bahnhof Düsseldorf Flughafen Terminal. Der Wupper-Express verläuft auf einem großen Abschnitt parallel zu Linien der S-Bahn Rhein-Ruhr.

## Eingesetztes Material
Lange Zeit wurden Schnellzuglokomotiven der Baureihe 111 zusammen mit fünf zum Teil klimatisierten Doppelstockwagen der vierten Generation eingesetzt. Verstärkungszüge zwischen Düsseldorf und Aachen wurden ehemals hauptsächlich mit Loks der Baureihe 110, ersatzweise 111 und ausschließlich mit modernisierten n-Wagen gefahren. Nach Ausmusterung der letzten Loks der Baureihe 110 bei DB Regio NRW kam auch für diese Züge nur noch die Baureihe 111 zum Einsatz. In diesen Zügen wurden später auch Doppelstockwagen eingesetzt.
Bis zum Fahrplanwechsel im Dezember 2007 wurde der Wupper-Express noch planmäßig mit den Baureihen 110 und 112.1 gefahren. In den 2000er Jahren und zu Beginn der 2010er Jahre wurde auch die Baureihe 146 eingesetzt. Im Jahre 2011 war phasenweise auch häufig die Baureihe 145 zu sehen.
Mitte 2012 erhielten die Züge dieser Linie eine neue Inneneinrichtung.
Seit dem Fahrplanwechsel im Dezember 2015 wurden teilweise modernere Doppelstockwagen eingesetzt, die vorher auf dem Rhein-Münsterland-Express verkehrten. Die Verstärkerzüge, die mit der Baureihe 111 und fünf n-Wagen gebildet wurden, wurden zu diesem Zeitpunkt auf Doppelstockwagen umgestellt.
Seit Dezember 2020 wird die Linie mit Neufahrzeugen des Typs Siemens Desiro HC in Doppeltraktion betrieben, die als Reserve für mögliche Erweiterungen der Rhein-Ruhr-Express-Linien dienen. Aufgrund von Klagen im Planfeststellungsverfahren ist keine fristgerechte Verlängerung der Bahnsteige in Aachen Schanz für die neuen Fahrzeuge möglich. Daher muss beim Einsatz von Doppeltraktionen der hintere Triebzug mit der Betriebsaufnahme in beide Richtungen verschlossen ohne Fahrgäste zwischen Aachen West und Aachen Hauptbahnhof verkehren. Dazu muss bei Fahrten Richtung Aachen in Aachen West ein längerer Räumungsaufenthalt eingeplant werden. Aktuell hält der RE4 tagsüber (bzw. lediglich zu bestimmten Zeiten) in Fahrtrichtung Aachen nicht am Haltepunkt Schanz. Mit einem Umbaubeginn ist jedoch nicht vor 2026 zu rechnen. Wegen Baumaßnahmen am Dortmunder Hauptbahnhof konnte bis 2023 teilweise nur in Einzeltraktion gefahren werden und wegen Bahnsteigarbeiten entfiel zudem bis Mitte März 2021 der Halt in Schwelm. Neu hinzugekommen ist ein Halt in Wetter (Ruhr). Seit dem 18. März 2022 hält der Wupper-Express nach Fertigstellung des neuen Regionalbahnsteigs zudem auch in Düsseldorf-Bilk.

## Zuverlässigkeit
Im Jahr 2015 lag die durchschnittliche Verspätung bei 2,7 Minuten pro Fahrt. Damit hat sich die Pünktlichkeit im Vergleich zu 2014 leicht verschlechtert, wo die durchschnittliche Verspätung bei 2,3 Minuten pro Fahrt lag.
Die Quote der Zugausfälle lag 2014 bei sehr hohen 11,5 %. Im Vergleich zu 2013 ist dies eine erhebliche Verschlechterung, wo die Ausfallquote noch unter 2 % lag. Als Mitursache für diesen deutlichen Anstieg wird vom NVR eine Baumaßnahme zwischen Lindern und Erkelenz genannt.
Noch im Jahr 2007 war der Wupper-Express nach dem NRW-Express die Linie mit der höchsten Verspätungsquote. Im Schnitt war jede Fahrt an ihren Endpunkten um 4,18 Minuten verspätet, während es 2006 nur 3,0 Minuten waren. 2007 fielen 3,6 % der Züge aus, 2006 waren es 1,3 %. Im Qualitätsbericht des VRR 2007 wurde dieser deutliche Anstieg zum Teil durch den Orkan Kyrill im Januar 2007 sowie die insgesamt neun Streiktage erklärt.

## Bildergalerie

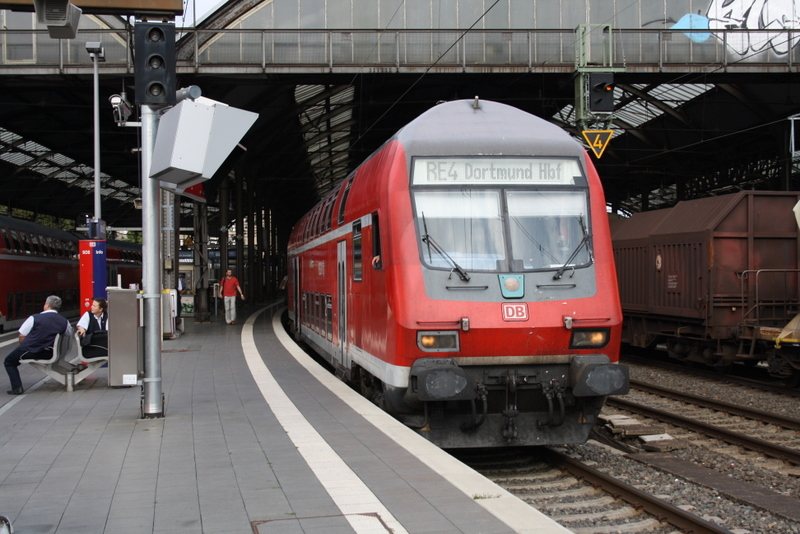
Wupper-Express an Gleis 3 in Aachen Hbf, 2009
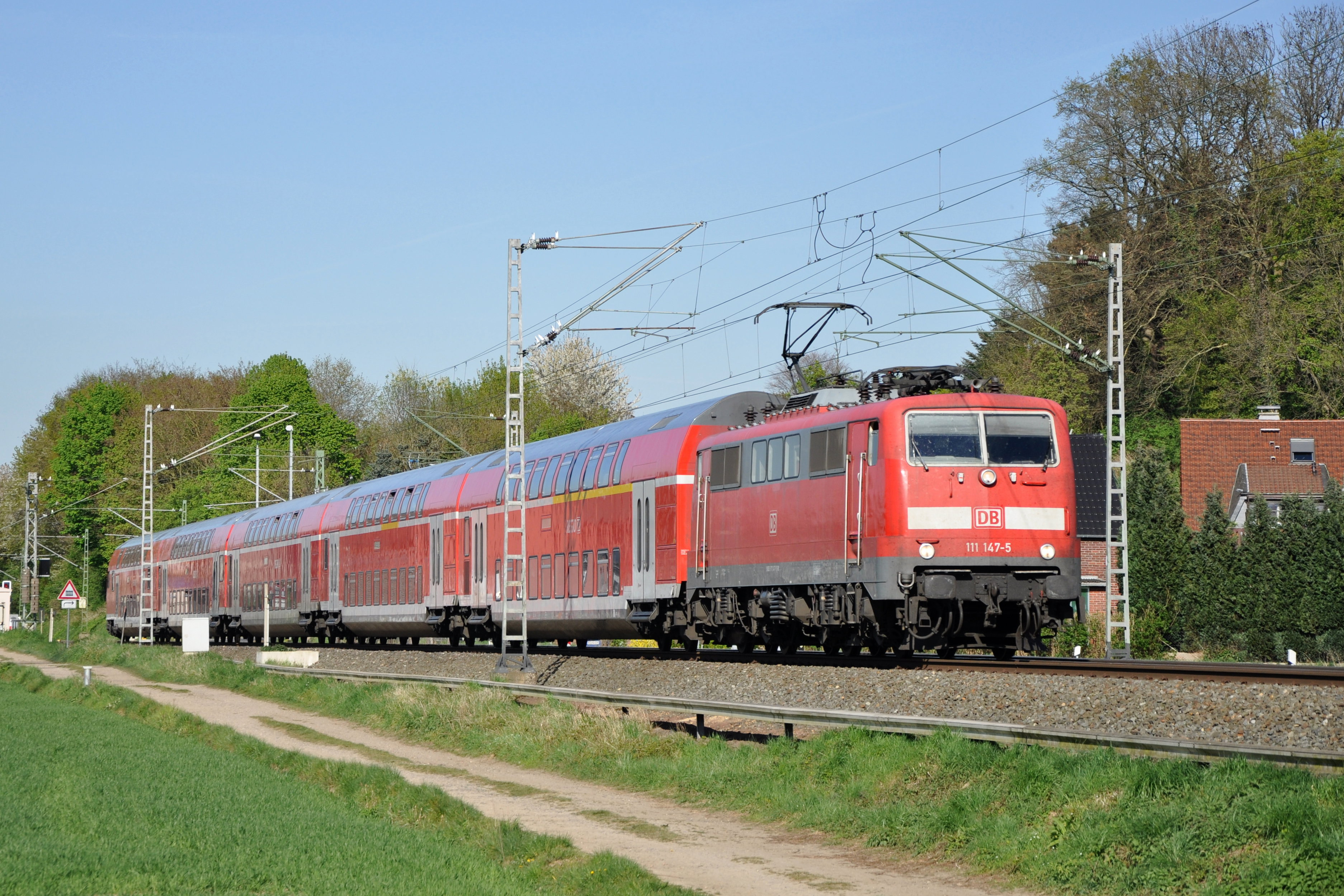
Wupper-Express bei Geilenkirchen-Süggerath mit Baureihe 111, 2014
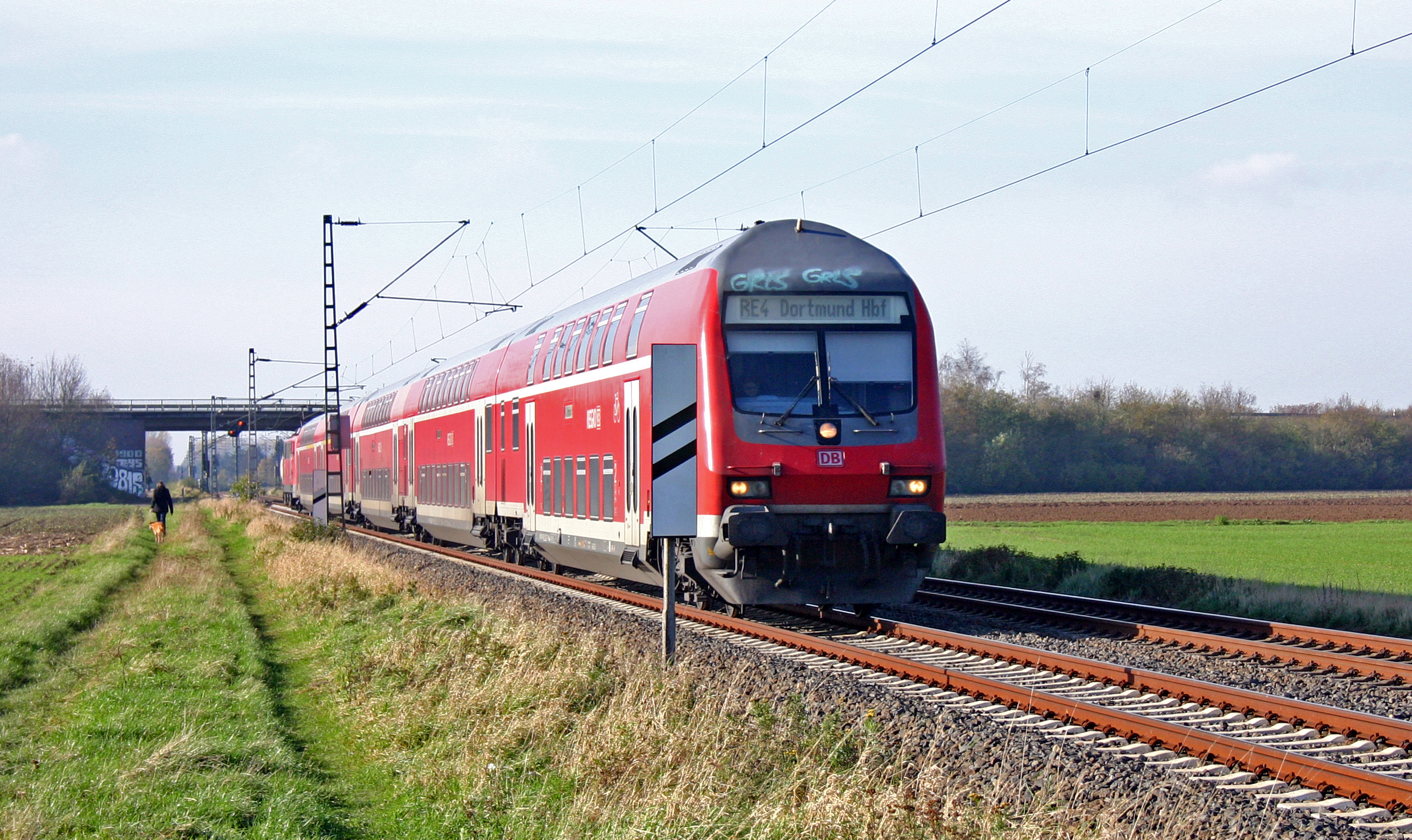
Wupper-Express bei Büttgen, 2013
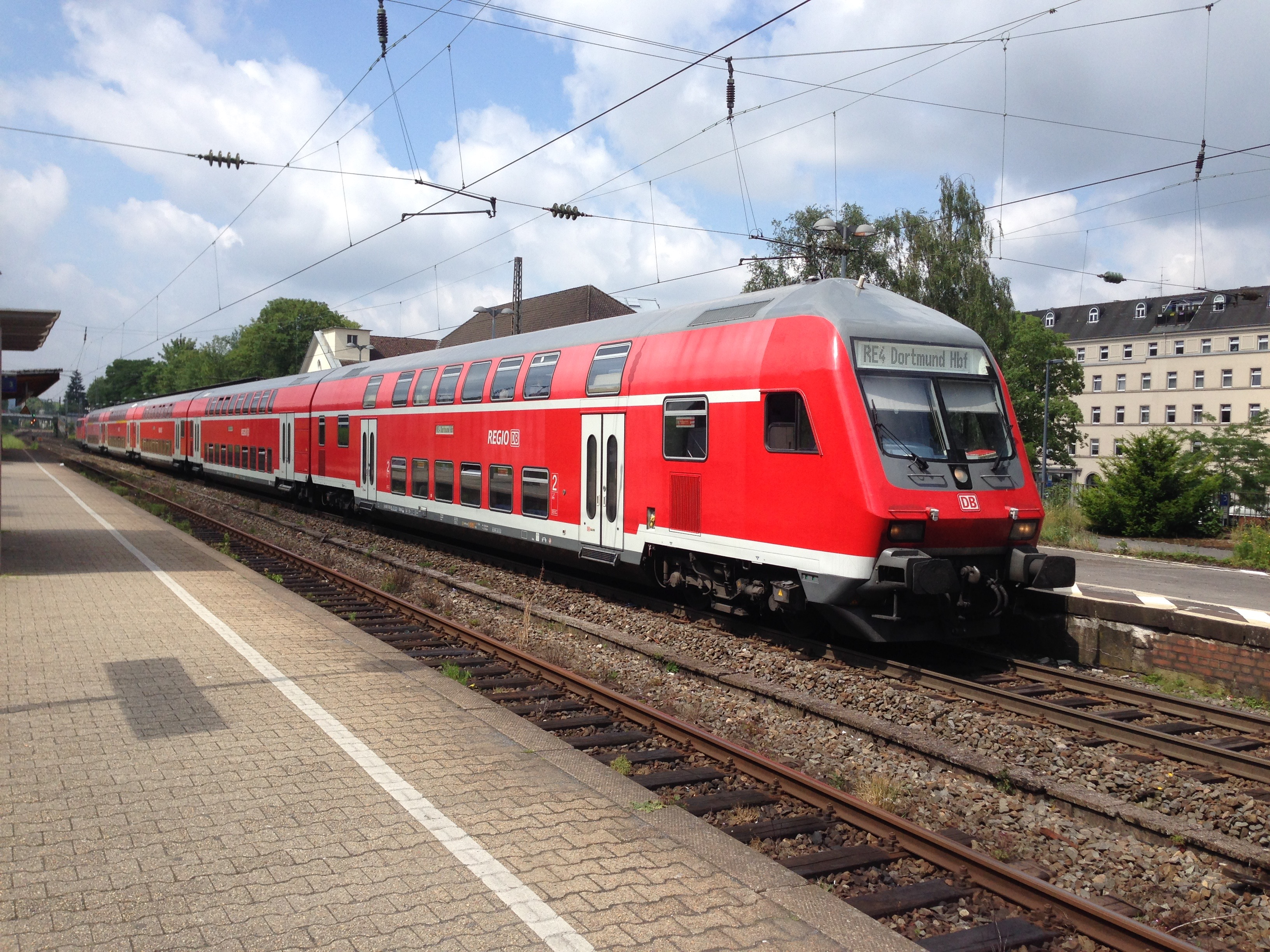
Wupper-Express am Bahnhof Wuppertal-Barmen, 2016
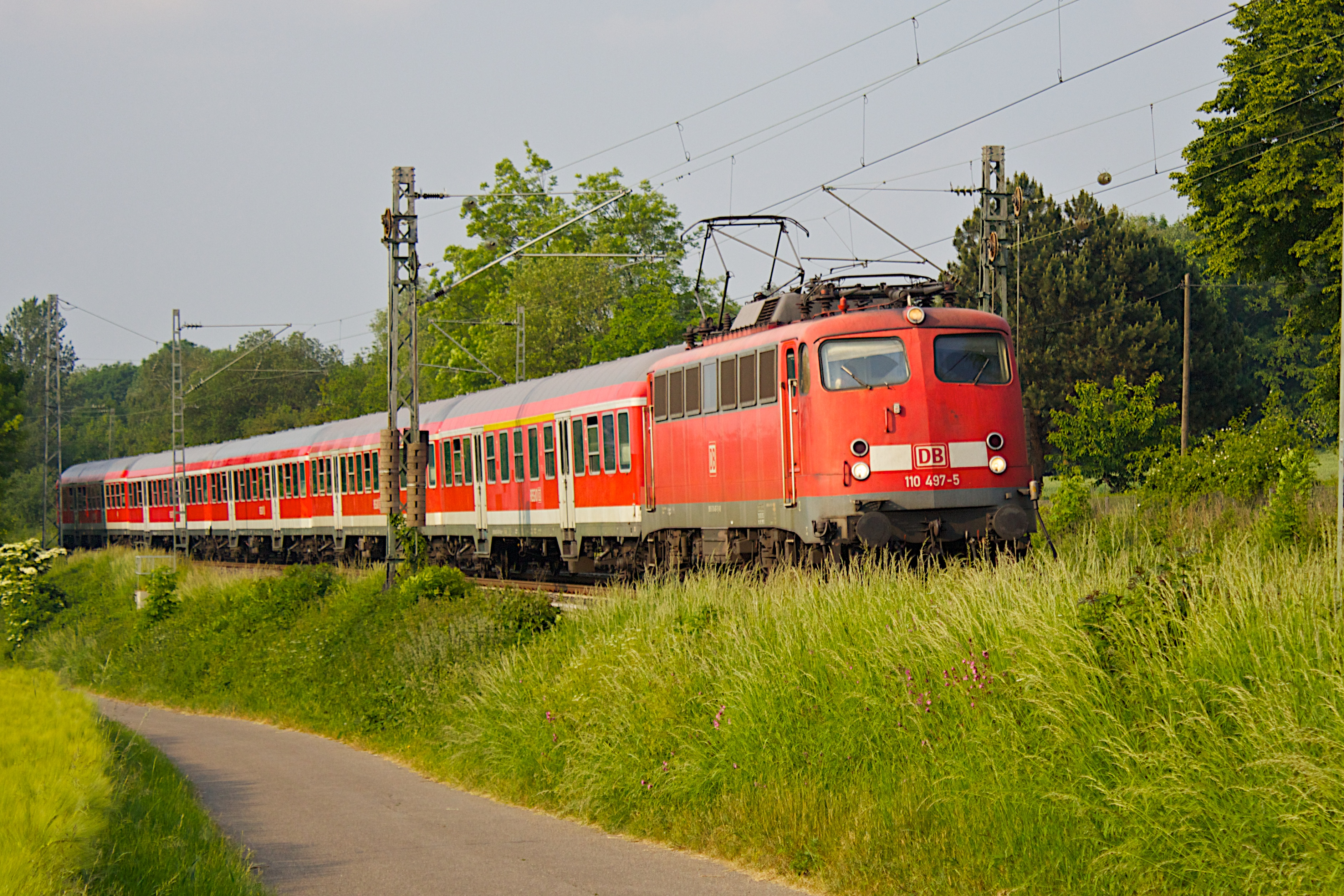
Verstärker zur Hauptverkehrszeit mit DB-Baureihe 110, 2012
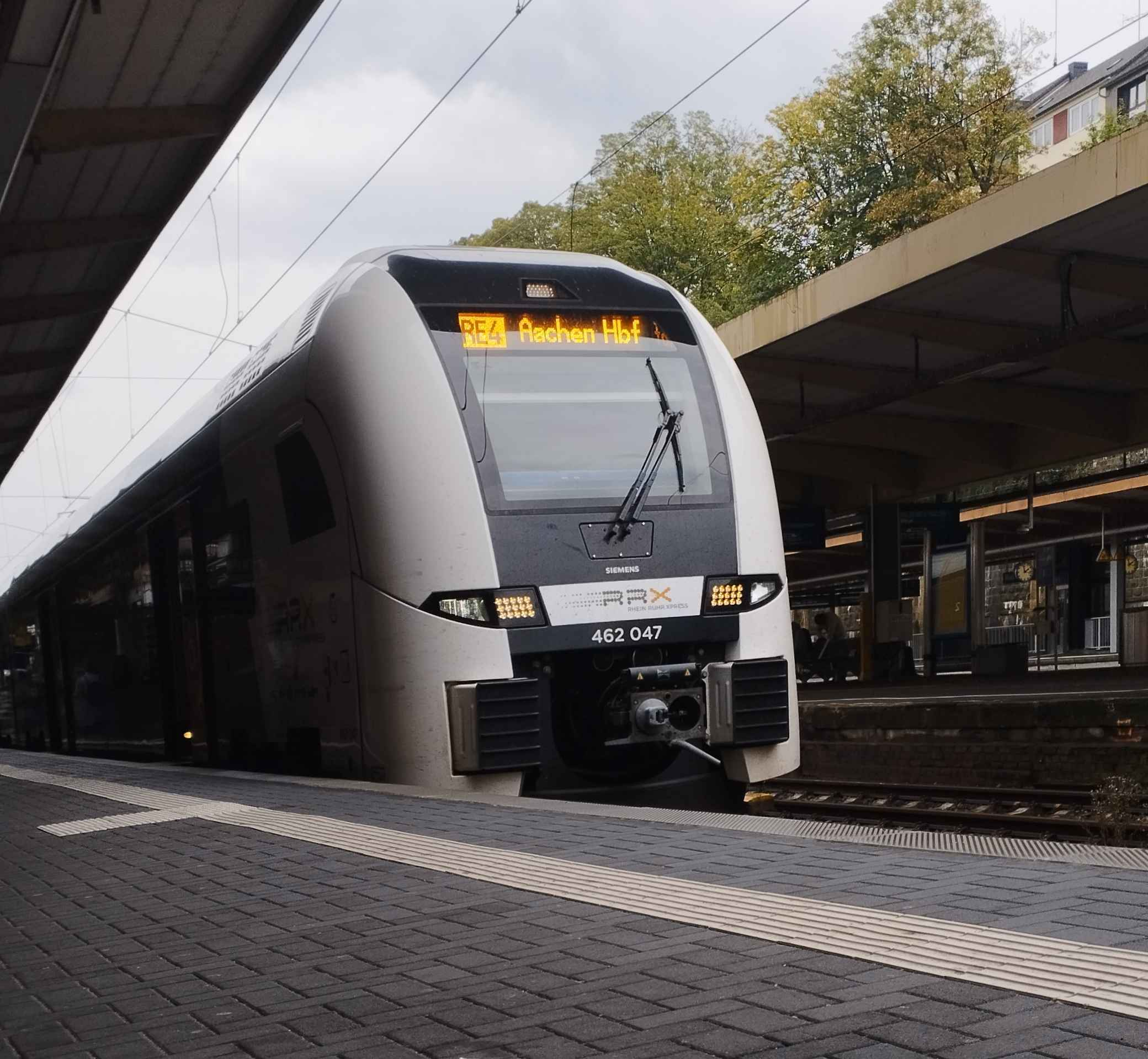
Wupper-Express am Wuppertal Hauptbahnhof mit Siemens Desiro HC, 2024
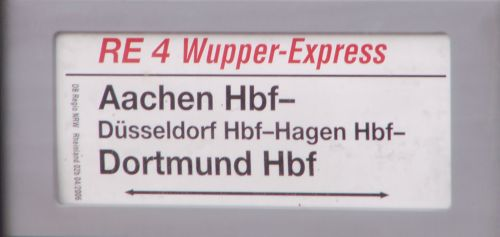
Zuglaufschild